# Chalcatzingo

Chalcatzingo dans le cadre des sites préclassiques de la Mésoamérique

Chalcatzingo est un site archéologique mésoaméricain de la période préclassique qui est situé dans la vallée de l'Amatzinac, dans l'est de l'actuel État mexicain de Morelos. Le site est célèbre pour ses monuments et ses pétroglyphes de style olmèque. Les premières constructions datent des phases Amate (-1500 à -1100 et Barranca (-1100 à -700). Son apogée se situe à la phase Cantera (-700 à -500) avec une population de 500 à 1 000 personnes. La fin de cette phase voit le déclin du site. Son importance découle de sa situation au carrefour de routes commerciales reliant le Morelos, la vallée de Mexico, l'Oaxaca et la côte du golfe du Mexique.

## Étymologie
L'étymologie est incertaine. Il s'agit d'un mot nahuatl formé sur le diminutif «-tzingo».
Aux XIVe et XVe siècles, lors de leur conquête, certaines localités auraient été rebaptisées à partir du nom du groupe conquérant. Ainsi «Chalcatzingo» signifierait «Petit endroit des Chalcas».
L'archéologue David C. Grove propose une autre étymologie. Le suffixe «-tzingo» indiquerait le caractère sacré d'un lieu. Il fait dériver «Chalco-» du mot nahuatl «chalchihuitl», qui signifie jade, ou encore «eau précieuse». Chalcotzingo serait donc «Le petit lieu sacré de l'eau précieuse».

## Le site

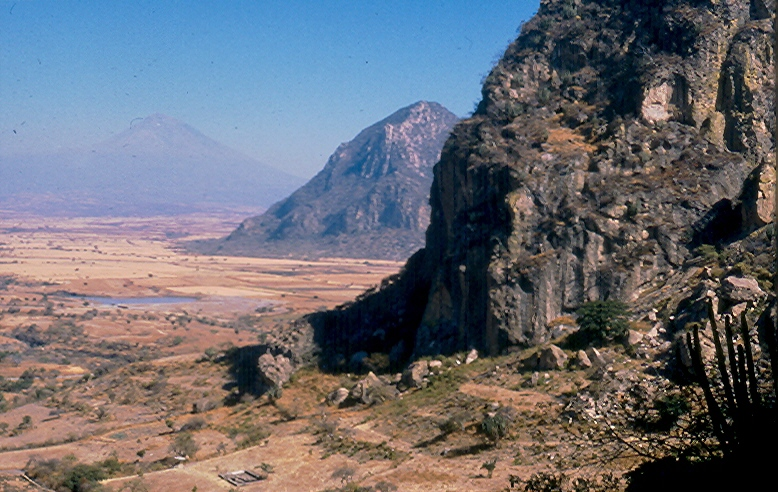
Vue du Cerro Chalcatzingo entre le Cerro Delgado, au premier plan, à droite, et le Popocatépetl, au loin, à gauche. Le site de Chalcatzingo est au pied des falaises.

D'une superficie de 40 ha, il occupe un ensemble de terrasses aménagées au pied du Cerro Chalcatzingo et du Cerro Delgado, à 300 mètres au-dessus du niveau de la vallée. Chaque terrasse a été affectée d'un numéro par les archéologues.
La Terrasse 1, occupée depuis le début du site, en constituait le centre civique et cérémoniel. À l'extrémité nord de la terrasse se trouve une plate-forme, plusieurs fois reconstruite au cours d'une période de 600 ans. À l'apogée du site, elle était longue de 70 mètres et haute de 2 mètres. Au sommet se trouvaient les monuments 9 et 18. Elle contenait également des sépultures. Au sud de ce tertre se trouvait une place et une structure servant de résidence à l'élite. D'autres terrasses présentent des aménagements similaires, dont la taille et l'état de préservation sont variables. Les plates-formes ayant été arasées par les travaux agricoles, il est impossible d'en connaître la hauteur d'origine. Les monuments, représentant presque tous des personnages, ont été délibérément mutilés.
La terrasse 6 possède un ensemble remarquable : la base d'une stèle associée à un petit autel circulaire, le cas le plus ancien que l'on connaisse de ce type d'association.
Les fouilles de la terrasse 25 ont permis de découvrir une cour surbaissée, dont un des côtés était occupé par un monument remarquable à plus d'un égard. Il s'agit d'un autel-trône comme on en a trouvé sur les sites de la «zone métropolitaine olmèque», mais qui s'en écarte sur les points suivants: contrairement aux monuments olmèques, il est dépourvu de niche et n'est pas monolithique mais constitué de blocs de pierre sur lesquels ont été taillés les yeux d'une créature surnaturelle.

## Monuments et reliefs
Ils font la célébrité du site. On en dénombre une trentaine, divisés en trois groupes: deux groupes à thématique religieuse sur les pentes du Cerro Chalcatzingo, que les habitants du lieu considéraient sans doute comme une montagne sacrée et un troisième sur les terrasses dans la zone d'habitat, dont la thématique relève du pouvoir et de son exercice. 

Monument 1 (El Rey)

Un premier groupe de six reliefs est situé sur la face ouest du Cerro Chalcatzingo. Il relève clairement d'une thématique de la pluie et de la fertilité. Le Monument 1 est connu sous le nom de El Rey. Il représente un personnage tenant une barre cérémonielle, assis à l'intérieur d'un motif quadrilobé, image d'une grotte stylisée, d'où s'échappent de volutes qui représentent sans doute le vent ou de la vapeur. Comme le motif quadrilobé est surmonté d'une croix olmèque accompagnée d'un motif en flamme qui évoquent un œil, on peut l'interpréter également comme le profil d'une gueule de félin. La scène est surmontée de motifs ondulés en U renversé au-dessus d'une rangée de barres que l'on interprète comme des nuages déversant de la pluie. Tout autour on trouve des motifs barre-point qui évoquent des gouttes d'eau ainsi que des motifs en cercles concentriques qui évoquent l'«eau précieuse», le jade. Des motifs point-barre se retrouvent sur le personnage lui-même. La scène suggère le pouvoir fécondateur du personnage, dont le sexe ne fait pas l'unanimité.: si «El Rey» («le roi» en espagnol) suggère un personnage masculin, certains auteurs penchent plutôt vers un personnage féminin.
Légèrement à l'est d'El Rey se trouve un groupe de cinq bas-reliefs représentant chacun une créature - lézard stylisé ou saurien - au-dessus d'une volute en forme de S horizontal. Au-dessus on trouve un motif de nuage similaire à ceux du monument 1 ainsi que des gouttes de pluie en forme de point-barre. On pourrait voir dans ces six reliefs les stations d'une procession. Si tel est le cas, la question peut se poser de savoir dans quel sens : soit que les créatures portent la pluie vers la montagne, soit que le vent porte les nuages de pluie  issus de la grotte du Monument 1 vers l'est, portés par les cinq créatures. 

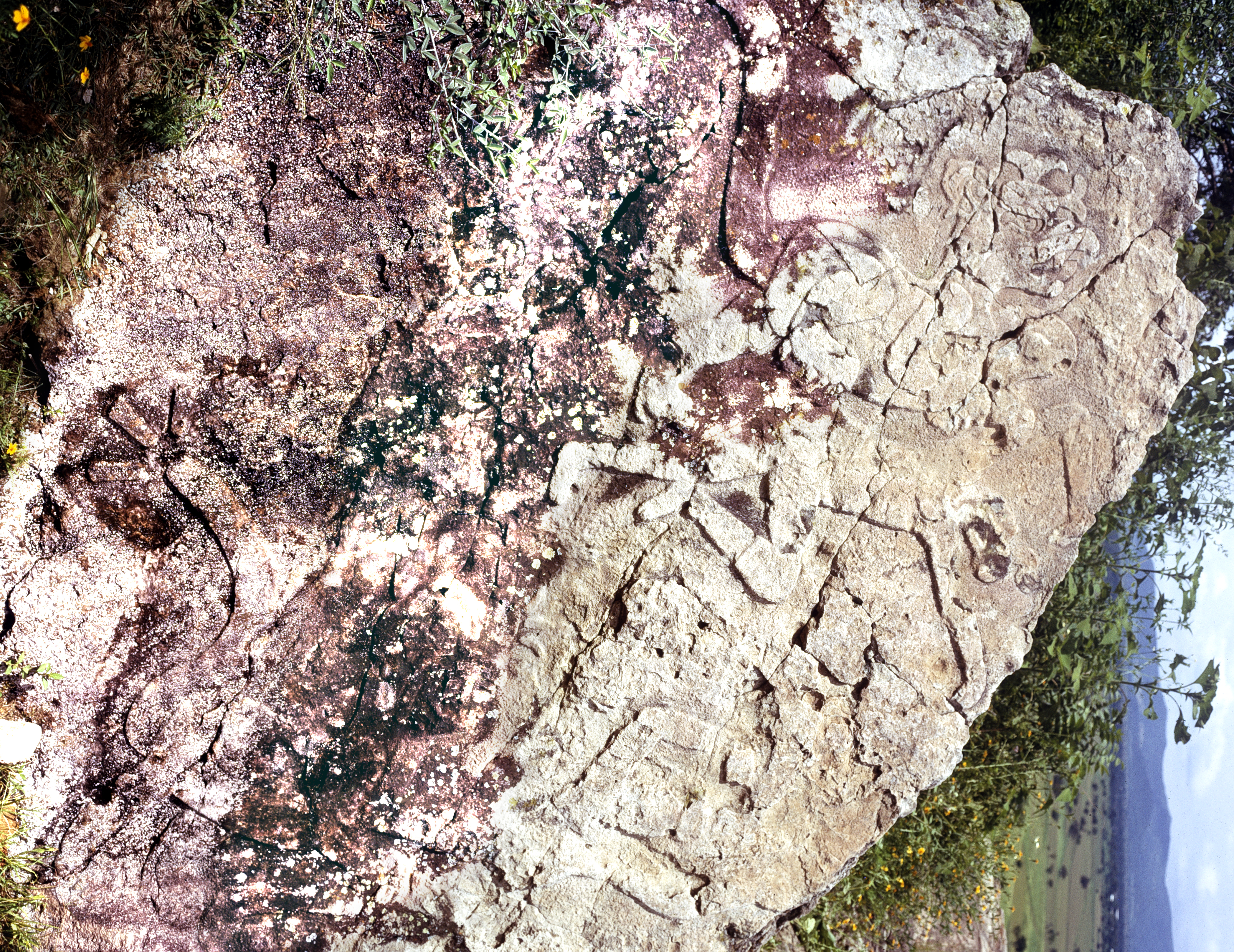
Monument 4 (l'image le montre tel qu'il se présentait lorsqu'il était dressé)

Les bas-reliefs de grande taille du deuxième groupe ont été sculptés sur de gros blocs ou des dalles. Trois d'entre eux (les monuments 5, 4 et 3) présentent des analogies stylistiques. Tous représentent des créatures zoomorphes. Les deux premiers représentent des situations d'antagonisme homme-animal, une créature saurienne (monument 5) et deux félins stylisés (monument 4), s'attaquant à des êtres humains. Le monument 3, d'une interprétation d'autant plus délicate qu'après avoir réalisé un moulage du relief des fragments de résine y sont restés collés, représente un félin de facture naturaliste, sans doute un puma, en train de lécher. On  peut supposer qu'il lèche un végétal, mais il pourrait également s'agir d'un bras humain. Caterina Magni pense que le lèchement  symbolise la régénération. Elle associe les monuments 3 et 4 et y voit la «succession de la vie et de la mort».

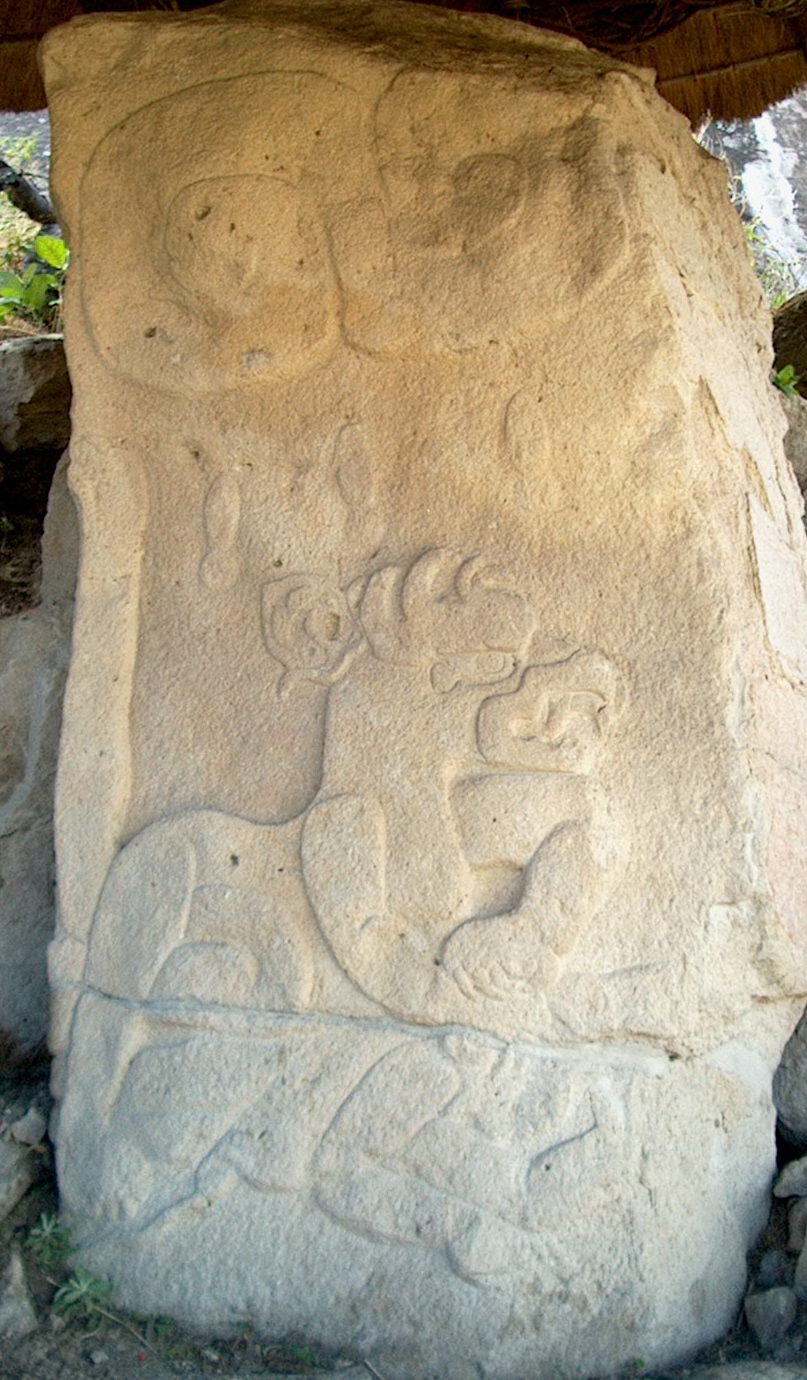
Monument 31.

Le Monument 31, découvert plus récemment, reprend un certain nombre de symboles cités précédemment. Sous une grande volute en S et des motifs point-barre, symboles de fertilité, un félin terrasse un humain.
Le Monument 2, situé à l'ouest des précédents sur un panneau de grandes dimensions (3,12 m × 1,6 m), semble représenter une scène narrative très complexe comprenant quatre personnages. Des trois qui sont debout, l'un s'éloigne vers la gauche. Les deux autres se dirigent vers le dernier personnage, assis ou gisant nu. Tous sont masqués, mais le masque du personnage assis est repoussé vers l'arrière de sa tête. Le personnage de gauche tient un objet d'allure végétale. Les deux autres tiennent un objet en forme de «pagaie» dont la nature a fait couler beaucoup d'encre: il a été interprété comme un bâton fouisseur ou comme une arme, selon que l'on considère la scène comme un rite de fertilité ou une scène de conquête. Caterina Magni, qui souligne l'«atmosphère menaçante» de la scène, y voit une scène sacrificielle. Au sommet du Cerro Chalcatzingo se trouve le Monument 10, une simple tête au couvre-chef pointu et à côté un bras levé. Selon F. Kent Reilly, ce bas-relief définit un axe nord-sud, séparant les deux groupes décrits ci-dessus. Le Monument 13 semble sans relation  avec les bas-reliefs ci-dessus. Il représente un personnage à l'intérieur d'un motif quadrilobé, comme le Monument  (El Rey). Il s'en écarte cependant par ses traits de «baby-face». Il s'agit par ailleurs du seul monument intentionnellement brisé sur le Cerro. A quelque distance des autres reliefs, on trouve le Monument 12, une figure d'«Olmèque volant» : un personnage semblant flotter dans le vide.
Tous les monuments du troisième groupe, sur les terrasses de la zone d'habitat ont fait l'objet de mutilations ou d'une destruction intentionnelle. L'une des explications les plus fréquemment citées est  qu'il s'agit d'une destruction rituelle après la mort du personnage représenté,. Le Monument 9, provenant de la plate-forme de la Terrasse 1, a une histoire mouvementée. Découvert brisé en plusieurs morceaux par un paysan, il fut sorti illégalement du Mexique. Cette dalle mince  mais de grande taille (1,8 m × 1,5 m), représente un monstre terrestre dont la gueule quadrilobée rappelle clairement le Monument 1 (El Rey). La symbolique grotte/entrée de l'inframonde est encore plus claire dans ce cas: la gueule évidée du monstre a pu permettre de passer littéralement à travers lors de rituels. La Terrasse 6 possède le plus grand nombre de monuments découverts à ce jour (26, 27, 28, 33 et 34). Les monuments 27 et 28 représentent deux personnages debout. Le Monument 28 semble avoir fait l'objet d'une mutilation par effacement du visage. David C. Grove a suggéré qu'il pourrait s'agir de deux dirigeants d'un même lignage qui se sont succédé dans le temps. En 1998, le monument 33 fut découvert brisé devant la plate-forme de la Terrasse 6. Il représente également un personnage debout. Se basant sur la position du monument par rapport à un coin de la plate-forme, les archéologues creusèrent une fosse à la même distance de l'autre coin et découvrirent le Monument 34. Cette stèle est couverte de motifs divers, parmi lesquels le motif de la natte, une représentation caractéristique du pouvoir en Mésoamérique jusqu'à l'époque aztèque, ainsi que des volutes que Susan D. Gillespie rapproche de celles du Monument 1 (El Rey), mais aussi de monuments mayas à Uaxactun. Si l'on y ajoute les Monuments 25 et 26, à savoir une base de stèle et un autel, une combinaison caractéristique du site d'Izapa et des sites mayas, Gillespie, sans vouloir en tirer de conclusions prématurées, pense que Chalcatzingo n'aurait pas eu des liens uniquement avec le monde olmèque mais aussi avec la partie méridionale de la Mésoamérique.

## Histoire moderne
En 1932, lors d'une tempête, des torrents d'eau dévalèrent la pente du Cerro Chalcatzingo et mirent au jour le bas-relief actuellement sous le nom d'« El Rey ». La nouvelle parvint aux oreilles de l'archéologue Eulalia Guzmán, qui vint visiter le site et dressa un rapport. Il fallut attendre jusqu'en 1953 pour que Román Piña Chan entreprenne les premières fouilles. De 1972 à 1974, eurent lieu des fouilles approfondies, dirigées par David C. Grove.